# Anoplolepis rufescens
Anoplolepis rufescens é uma espécie de formiga do gênero Anoplolepis, pertencente à subfamília Formicinae.